# K-1 WORLD MAX 2009 World Championship Tournament FINAL8
K-1 WORLD MAX 2009 World Championship Tournament FINAL8は、K-1 WORLD MAXの大会の一つ。2009年7月13日、日本武道館で開催された。

## 大会概要
ベスト4進出をかけてトーナメント2回戦が行われた。山本優弥、ジョルジオ・ペトロシアン、ブアカーオ・ポー.プラムック、アンディ・サワーがベスト4進出を決めた。
年内での引退を発表している魔裟斗は、総合格闘家川尻達也と対戦し、TKO勝ちを収めた。4年2か月ぶりのK-1参戦となった山本"KID"徳郁はチョン・ジェヒにKO負けを喫した。

## 試合結果
オープニングファイト（K-1ルール・3分3R）
○  ノ・ジェギル vs.  横山剛 ×
3R 2:01 KO（右ストレート）
第1試合 スーパーファイト・70kg契約（K-1ルール・3分3R延長1R）
○  ジャバル"チンギスハン"アスケロフ vs.  日菜太 ×
延長R終了 判定3-0（10-9、10-9、10-8）
3R終了 判定0-1（29-30、30-30、29-29）
第2試合 スーパーファイト・62kg契約（K-1ルール・3分3R延長1R）
○  HIROYA vs.  キコ・ロペス ×
3R終了 判定3-0（29-27、29-27、29-27）
第3試合 World Championship Tournament FINAL8（K-1ルール・3分3R延長1R）
○  山本優弥 vs.  ドラゴ ×
3R終了 判定3-0（30-28、30-29、30-29）
※山本がトーナメント準決勝進出
第4試合 World Championship Tournament FINAL8（K-1ルール・3分3R延長1R）
○  ジョルジオ・ペトロシアン vs.  アルバート・クラウス ×
3R終了 判定3-0（30-27、30-28、30-29）
※ペトロシアンが準決勝進出
第5試合 World Championship Tournament FINAL8（K-1ルール・3分3R延長1R）
○  アンディ・サワー vs.  アルトゥール・キシェンコ ×
延長R終了 判定3-0（10-9、10-9、10-9）
3R終了 判定0-0（30-30、30-30、30-30）
※サワーがトーナメント準決勝進出
第6試合 World Championship Tournament FINAL8（K-1ルール・3分3R延長1R）
○  ブアカーオ・ポー.プラムック vs.  ニキー"ザ・ナチュラル"ホルツケン ×
3R終了 判定3-0（30-28、30-28、30-28）
※ブアカーオがトーナメント準決勝進出
第7試合 スーパーファイト・62kg契約（K-1ルール・3分3R延長1R）
○  チョン・ジェヒ vs.  山本"KID"徳郁 ×
1R 1:20 KO（右アッパー→左フック）
第8試合 スーパーファイト・60kg契約（K-1ルール・3分3R延長1R）
○  渡辺一久 vs.  山本篤 ×
1R 2:40 KO（右ストレート）
第9試合 World Championship Tournament リザーブファイト（K-1ルール・3分3R延長1R）
○  城戸康裕 vs.  リーロイ・ケスナー ×
3R終了 判定3-0（30-27、30-27、30-27）
※城戸がリザーブ権獲得
第10試合 World Championship Tournament リザーブファイト（K-1ルール・3分3R延長1R）
○  佐藤嘉洋 vs.  ユーリ・メス ×
延長R終了 判定2-1（10-9、10-9、9-10）
3R終了 判定0-0（30-30、30-30、30-30）
※佐藤がリザーブ権獲得
第11試合 スーパーファイト（K-1ルール・3分3R延長1R）
○  魔裟斗 vs.  川尻達也 ×
2R 1:43 TKO（タオル投入）